# Фицджеральд, Алан
Алан Фицджеральд (англ. Alan Fitzgerald; род. 16 июля 1949 года) — американский музыкант, наиболее известный, как второй басист Montrose и клавишник Night Ranger.
Некоторое время выступал с Gamma, а также с бывшим товарищем по группе «Montrose» Сэмми Хагаром. Фицджеральд работал клавишником за кулисами с Van Halen с 1991 по 2004 год, а также в 2007 и 2012 году.

## Дискография

### СMontrose
- Paper Money (1974)
- Warner Bros. Presents…Montrose! (1975)

### ССэмми Хагаром
- Nine on a Ten Scale (1976)
- Sammy Hagar (1977)
- All Night Long (1978)

### СРонни Монтроузом
- Open Fire (1978)

### СGamma
- Gamma 1 (1979)

### СNight Ranger
- Dawn Patrol (1982)
- Midnight Madness (1983)
- 7 Wishes (1985)
- Big Life (1987)
- Neverland (1997)
- Seven (1998)

### С Alliance
- Alliance (1997)
- Missing Piece (1999)
- Destination Known (2007)

### СVan Halen
- Live: Right Here, Right Now (1993)